# Douglas Tybor Durig
Douglas Tybor Durig, né le 19 avril 1961 à Boston, est un astronome américain.

## Biographie
Il est diplômé en chimie, physique et mathématique de l'université de Virginie en 1979, et a obtenu sa licence (B.Sc.) en chimie mathématique à l'université de Caroline du Sud en 1983. Dans cet institut qu'il a rejoint en 1987, il obtient un doctorat (Ph.D.) en physique mathématique.
Il travaille à l'observatoire Cordell-Lorenz de l'Université du Sud à Sewanee (en) dans le Tennessee.
Le Centre des planètes mineures le crédite de la découverte de trente-sept astéroïdes, effectuée entre 2000 et 2009, en partie avec la collaboration d'autres astronomes dont Mary Alice Mathison, Alric Duane McDermott et V. L. Nixon.
| (51431) Jayardee     | 19 mars 2001     |
| (65159) Sprowls      | 14 février 2002  |
| (89264) Sewanee      | 11 novembre 2001 |
| (92685) Cordellorenz | 31 août 2000     |